# 샤이어 (가운데땅)

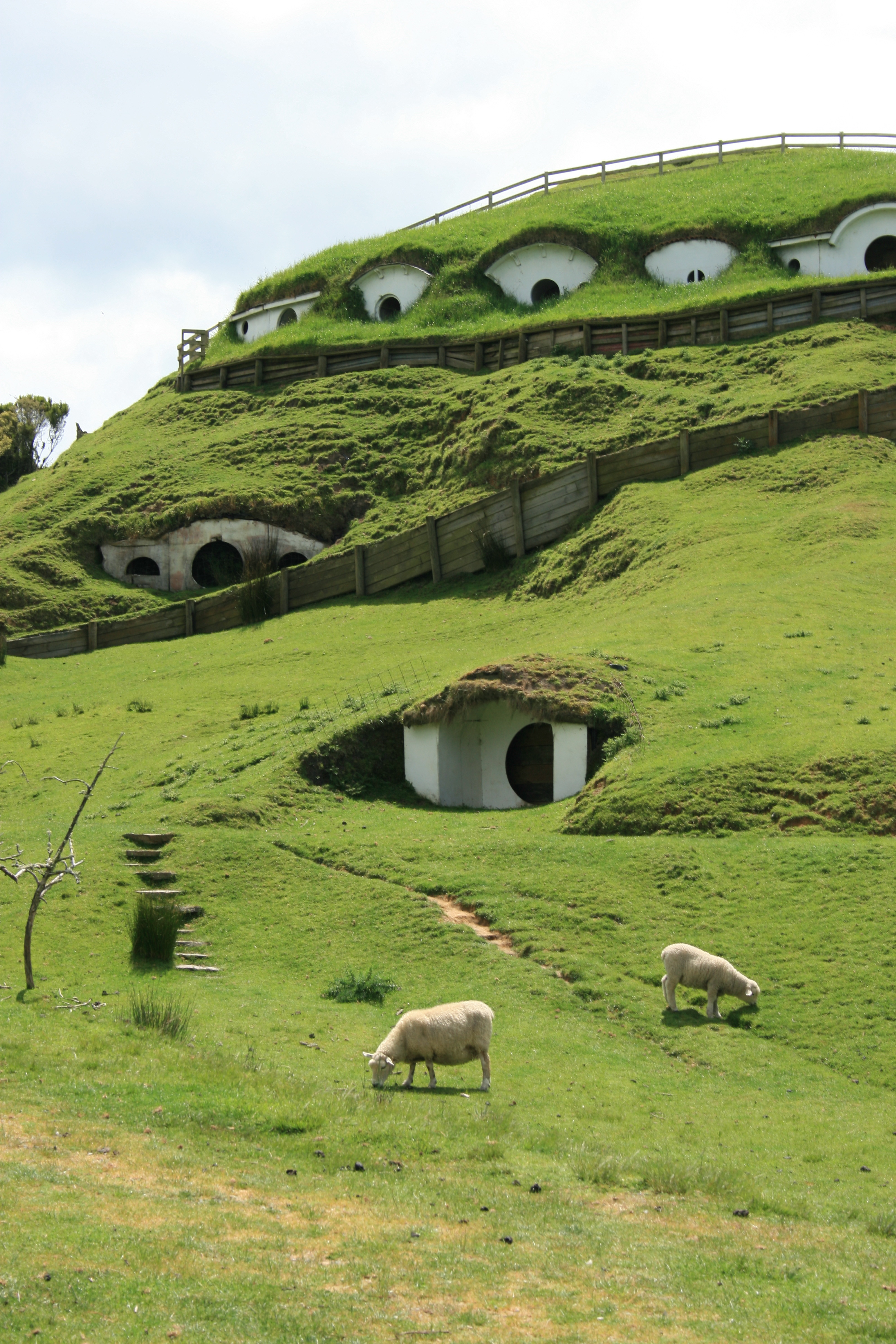
호빗이 사는 샤이어의 모습(호빗굴)

샤이어(The Shire)는《호빗》과 《반지의 제왕》에 등장하는 가운데땅에서 에리아도르에 위치하는 지역이다.
호빗의 거주지 중 한 곳으로 에리아도르에 위치한다. 동파딩, 남파딩, 북파딩, 서파딩 등의 관할 지역과 바이워터, 호비튼과 같은 주 마을이 속해있다.
태양의 3시대 1601년에 건설되어 카르돌란의 영역권 안에 속했으나 아르노르의 후계국과 앙그마르마저도 멸망한 후 평화로운 외딴 동네로 존속했다. 《호빗》,《반지의 제왕》에서 빌보와 프로도가 간달프를 만나 대여정을 떠난 출발지이다.
프로도 배긴스가 모르도르에서 절대 반지를 파괴한 후 돌아왔을 때 소설에서는 사루만이 점령해서 난동을 부리고 있었지만 로한 세오덴의 간신 그리마가 살해한 후 자신도 호빗족 들에게 사망하였다.
사우론이 파멸한 후 이실두르의 후손으로 왕이 된 아라고른은 인간이 이곳을 침범하지 못하도록 불가침의 구역으로 법을 정했고 직접 방문했다.